# Barbará
Barbará (oficialmente en catalán Barberà de la Conca) es un municipio español de la comarca catalana de la Cuenca de Barberá, en la provincia de Tarragona. Según datos de 2017 su población era de 477 habitantes. 

## Historia
La comarca en la que está ubicado toma su nombre de este municipio. Se han encontrado algunos restos arqueológicos que demuestran que estuvo habitado ya en tiempos de la ocupación romana. Aparece citado por primera vez en el 945 con el nombre de Campo Barberano en un documento que recoge la donación de la iglesia de San Pedro al monasterio de Santa Cecilia de Montserrat. En el 1012 aparece ya citado el castrum de Barbará.
A principios del siglo XI el lugar quedó despoblado; se recuperó gracias a que Ramón Berenguer I donó a Arnau Pere de Ponts el llamado puig de Barbará. Se le impuso la condición de repoblar la zona y alzar ahí un castillo. La repoblación completa se produjo en el siglo XII al cederse el castillo a los caballeros de la orden del Temple.
En 1307 los templarios fueron encarcelados por orden del veguer de Montblanc y sus bienes quedaron bajo administración real hasta que en 1307 pasaron a manos de los caballeros hospitalarios quienes conservaron la señoría hasta el fin del Antiguo Régimen. Durante más de treinta años, la zona estuvo regida por Guillem de Guimerà, fraile que amplió de un modo considerable el territorio controlado por la orden.
En la actualidad, Barbará, tiene en la agricultura su mayor fuente de dinamismo socioeconómico. En estos últimos años, y gracias al impulso del sector vitivinícola en la zona debido a la creación de la D.O. Cuenca de Barberá, la producción de vino se ha intensificado.
Otro de los motores de la economía local es el turismo familiar.

## Geografía humana

### Demografía
Cuenta con una población de 471 habitantes (INE 2024).
| Gráfica de evolución demográfica de Barbará entre 1842 y 2021 |
| |
| Población de derecho según los censos de población del INE Población de hecho según los censos de población del INEEn estos censos se denominaba Barbará: 1842, 1857, 1860, 1877, 1887, 1897, 1900, 1910, 1920, 1930, 1940, 1950, 1960, 1970 y 1981 Entre el censo de 1857 y el anterior, crece el término del municipio porque incorpora a 435014 (Olles) |

### Economía
La principal actividad económica es la agricultura destacando el cultivo de la viña, seguida por el de los cereales. Gracias a la abundancia de agua, se pueden encontrar también numerosos huertos. En 1894 se fundó en el pueblo la que sería la primera bodega cooperativa. El edificio modernista que la alberga es obra del arquitecto César Martinell.

## Cultura
La población creció alrededor del antiguo castillo. Construido en el siglo XI, los templarios se encargaron de ampliarlo, añadiendo entre otras dependencias la de la capilla. Durante un tiempo funcionó como escuela pública después de que la reina Isabel II cediera los derechos al municipio. Al terminar de cumplir esa función quedó abandonado. Es de propiedad municipal.
La iglesia parroquial está dedicada a Santa María. Se trata de un edificio barroco de tres naves que fue construido en el lugar en el que se encontraba el antiguo templo románico. Del edificio antiguo se conserva aún el tímpano donde puede verse una imagen de la Virgen entronizada. Tiene al niño a su izquierda y queda todo enmarcado en una mandorla sostenida por dos ángeles. 
La fiesta mayor se celebra el penúltimo sábado de agosto. Durante el mes de mayo se celebran fiestas en honor a la Virgen del Rosario.